# Светско првенство у алпском скијању 2011 — велеслалом за жене
Такмичење у велеслалому на Светском првенству у алпском скијању 2011. у женској конкуренцији у Гармиш-Партенкирхену одржано је 17. фебруара. Такмичење је требало почети у 10:00 часова по локалном времену на стази Кандахар 1, али је одложено за два сата због магле. Почетак друге вожње је померен за 90 минута на 15:00 часова.

## Карактеристике стазе
- Дужина стазе: 2.920 м
- Старт: на 1.100 метара надморске висине
- Циљ: на 770 метара надморске висине
- Висинска разлика: 350 м
- Температура: старт + 1 °C, циљ + 3 °C делимично облачно

Светска првакиња у овој дисциплини из Вал д'Изера, Немица Катрин Хелцл, није бранила титулу због повреде леђа. Нова светска првакиња је Словенка Тина Мазе, је за девет стотинки секунде била бржа од Италијанке Федерике Брињоне. Трећа је била Францускиња Теса Ворли, 19. после прве вожње.
За Тину Мазе ово је била прва златна од три медаље које је освојила на светским првенствима. Остале две су сребрне. Федерика Брињоне је освојила прву медаљу, а Теси Ворли ово је била прва од две медаље које је освојила у каријери на овом светском првенству. Друга је била златна у екипној трци.
Учествовало је 116 такмичарки из 48 земаља. После прве вожње отпало је 45, после друге још 16, тако да је само 55 успешно завршило обе вожње.

## Земље учеснице
| - Андора (1) - Аргентина (4) - Аустралија (2) - Аустрија (4) - Белгија (1) - Босна и Херцеговина (2) - Белорусија (1) - Бразил (1) - Бугарска (1) - Данска (3) - Француска (4) - Финска (1) | - Грузија (1) - Грчка (3) - Хрватска (2) - Холандија (1) - Иран (4) - Исланд (2) - Италија (4) - Израел (2) - Јапан (3) - Јерменија (1) - Јужна Африка (1) - Канада (4) | - Кина (4) - Киргистан (2) - Летонија (3) - Либан (1) - Лихтенштајн (3) - Мађарска (3) - Немачка (5) - Нови Зеланд (1) - Перу (1) - Пољска (4 - Порторико (1) - Румунија (2) | - Русија (1) - САД (3) - Словачка (4) - Словенија (2) - Србија (1) - Шпанија (3) - Шведска (4) - Швајцарска (4) - Чешка (4) - Турска (1) - Украјина (1) - Узбекистан (3) |

## Победнице
|  | \|\| |

## Резултати
| Плас.  | Ст.бр. | Име                         | Држава              | 1. вожња        | Плас.           | 2. вожња              | Плас.                 | Укупно                | Заостатак             |
| ------ | ------ | --------------------------- | ------------------- | --------------- | --------------- | --------------------- | --------------------- | --------------------- | --------------------- |
| Злато  | 1      | Тина Мазе                   | Словенија           | 1:07,05         | 1               | 1:13,49               | 15                    | 2:20,54               |                       |
| Сребро | 9      | Федерика Брињоне            | Италија             | 1:07.39         | 2               | 1:13,24               | 10                    | 2:20,63               | +0,09                 |
| Бронза | 3      | Теса Ворли                  | Француска           | 1:09.17         | 19              | 1:11,85               | 1                     | 2:21,02               | +0,48                 |
| 4      | 20     | Дениз Карбон                | Италија             | 1:08,24         | 9               | 1:13,04               | 7                     | 2:21,28               | +0,74                 |
| 5      | 6      | Викторија Ребензбург        | Немачка             | 1:08.04         | 6               | 1:13,38               | 13                    | 2:21,42               | +0,88                 |
| 6      | 13     | Мануела Мелг                | Италија             | 1:07,99         | 5               | 1:13,44               | 14                    | 2:21,43               | +0.89                 |
| 7      | 26     | Јесика Линдел Викарби       | Шведска             | 1:08,94         | 14              | 1:12,61               | 5                     | 2:21,55               | +1,01                 |
| 8      | 19     | Марлис Шилд                 | Аустрија            | 1:09,16         | 18              | 1:12,58               | 4                     | 2:21,74               | +1,20                 |
| 9      | 16     | Анја Персон                 | Шведска             | 1:08,23         | 8               | 1:13,52               | 16                    | 2:21,75               | +1,21                 |
| 10     | 14     | Тајна Бариоз                | Француска           | 1:09.59         | 23              | 1:12.20               | 2                     | 2:21.79               | +1.25                 |
| 10     | 8      | Елизабет Гергл              | Аустрија            | 1:07,76         | 3               | 1:14,03               | 25                    | 2:21,79               | +1,25                 |
| 12     | 5      | Катрин Цетел                | Аустрија            | 1:08,04         | 6               | 1:13,80               | 21                    | 2:21,84               | +1,30                 |
| 13     | 2      | Танја Поутијаинен           | Финска              | 1:08,59         | 11              | 1:13,29               | 11                    | 2:21,88               | +1.34                 |
| 14     | 12     | Анемон Мармотан             | Француска           | 1:08.54         | 10              | 1:13.80               | 21                    | 2:22.34               | +1.80                 |
| 15     | 31     | Вероника Зузулова           | Словачка            | 1:09,76         | 25              | 1:12,81               | 6                     | 2:22,57               | +2,03                 |
| 16     | 11     | Џулија Манкусо              | САД                 | 1:08,82         | 12              | 1:13,77               | 20                    | 2:22,59               | +2,05                 |
| 17     | 27     | Сара Хектор                 | Шведска             | 1:10,37         | 30              | 1:12,30               | 3                     | 2:22,67               | +2,13                 |
| 18     | 24     | Лена Дир                    | Немачка             | 1:08,94         | 14              | 1:13,75               | 19                    | 2:22,69               | +2,15                 |
| 19     | 29     | Ан-Софи Барте               | Француска           | 1:09.55         | 21              | 1:13.18               | 9                     | 2:22.73               | +2.19                 |
| 20     | 17     | Лара Гут                    | Швајцарска          | 1:08,91         | 13              | 1:13,92               | 24                    | 2:22,83               | +2,29                 |
| 21     | 21     | Сара Шлепер                 | САД                 | 1:09,75         | 24              | 1:13,12               | 8                     | 2:22,87               | +2,33                 |
| 22     | 10     | Марија Пијетиле-Холмнер     | Шведска             | 1:09.15         | 17              | 1:13.87               | 23                    | 2:23.02               | +2.48                 |
| 23     | 22     | Мари Мишел Гањон            | Канада              | 1:09,95         | 27              | 1:13,37               | 12                    | 2:23,32               | +2,78                 |
| 24     | 25     | Мари Пјер Префонтен         | Канада              | 1:09,91         | 26              | 1:13,58               | 17                    | 2:23,49               | +2,95                 |
| 25     | 15     | Андреа Фишбахер             | Аустрија            | 1:09,13         | 16              | 1:14,40               | 26                    | 2:23,53               | +2,99                 |
| 26     | 39     | Маруша Ферк                 | Словенија           | 1:10,35         | 29              | 1:13,70               | 18                    | 2:24,05               | +3,51                 |
| 27     | 23     | Ирене Куртони               | Италија             | 1:09.56         | 22              | 1:14.50               | 27                    | 2:24.06               | +3.52                 |
| 28     | 35     | Брит Џаник                  | Канада              | 1:10,18         | 28              | 1:15,55               | 32                    | 2:25,73               | +5,19                 |
| 29     | 41     | Венди Холденер              | Швајцарска          | 1:10,3          | 32              | 1:15,17               | 30                    | 2:25,80               | +5,26                 |
| 30     | 28     | Вероника Штабер             | Немачка             | 1:10,80         | 33              | 1:15,16               | 28                    | 2:25,96               | +5,42                 |
| 31     | 32     | Марија Хосе Ријенда         | Шпанија             | 1:11,24         | 37              | 1:15,13               | 29                    | 2:26,37               | +5,83                 |
| 32     | 48     | Андреа Ђарди                | Шпанија             | 1:11,03         | 35              | 1:15,52               | 31                    | 2:26,55               | +6,01                 |
| 33     | 36     | Каролина Руиз Кастиљо       | Шпанија             | 1:10,93         | 34              | 1:15,98               | 33                    | 2:26,91               | +6,37                 |
| 34     | 30     | Меган Макџејмс              | САД                 | 1:11,13         | 36              | 1:16,49               | 35                    | 2:27,62               | +7,08                 |
| 35     | 43     | Дениз Фајерабенд            | Швајцарска          | 1:11.37         | 38              | 1:16.61               | 36                    | 2:27.98               | +7.44                 |
| 36     | 44     | Кристина Салова             | Словачка            | 1:12,22         | 42              | 1:16,44               | 34                    | 2:28,66               | +8,12                 |
| 37     | 51     | Катерина Паулатова          | Чешка               | 1:12.10         | 41              | 1:16.71               | 38                    | 2:28.81               | +8.27                 |
| 38     | 52     | Јана Гантнерова             | Словачка            | 1:12,01         | 39              | 1:17,29               | 41                    | 2:29,30               | +8,76                 |
| 39     | 46     | Владислава Бурева           | Русија              | 1:12,83         | 45              | 1:16,63               | 37                    | 2:29,46               | +8,92                 |
| 40     | 37     | Мизуе Хоши                  | Јапан               | 1:10.43         | 31              | 1:19.53               | 53                    | 2:29.96               | +9.42                 |
| 41     | 34     | Еми Хасегава                | Јапан               | 1:12,67         | 44              | 1:17,58               | 43                    | 2:30,25               | +9,71                 |
| 42     | 62     | Жана Новаковић              | Босна и Херцеговина | 1:13,05         | 46              | 1:17,24               | 40                    | 2:30,29               | +9,75                 |
| 43     | 42     | Софија Новоселић            | Хрватска            | 1:13,18         | 48              | 1:17,40               | 42                    | 2:30,58               | +10,04                |
| 44     | 49     | Јана Скваркова              | Словачка            | 1:13,63         | 50              | 1:17,22               | 39                    | 2:30,85               | +10,31                |
| 45     | 40     | Марија Белен Симари Биркнер | Аргентина           | 1:13,14         | 47              | 1:17,84               | 44                    | 2:30,98               | +10.44                |
| 46     | 50     | Мое Ханаока                 | Јапан               | 1:13.20         | 49              | 1:18.56               | 47                    | 2:31.76               | +11.22                |
| 47     | 65     | Марија Шканова              | Белорусија          | 1:13,86         | 53              | 1:18,28               | 45                    | 2:32,14               | +11,60                |
| 48     | 55     | Катарзина Карасинска        | Пољска              | 1:13.92         | 54              | 1:18.46               | 46                    | 2:32.38               | +11.84                |
| 49     | 59     | Данијела Макарова           | Чешка               | 1:13,78         | 52              | 1:18,87               | 49                    | 2:32,65               | +12,11                |
| 50     | 58     | Невена Игњатовић            | Србија              | 1:14,38         | 58              | 1:18,56               | 47                    | 2:32,94               | +12,40                |
| 51     | 80     | Марија Киркова              | Бугарска            | 1:13,70         | 51              | 1:19,56               | 54                    | 2:33,26               | +12,72                |
| 52     | 77     | Богдана Мацоцка             | Украјина            | 1:14,21         | 56              | 1:19,18               | 51                    | 2:33,39               | +12,85                |
| 53     | 68     | Жофиа Деме                  | Мађарска            | 1:14,57         | 59              | 1:18,93               | 50                    | 2:33,50               | +12,96                |
| 54     | 56     | Ана-Лаура Бихлер            | Лихтенштајн         | 1:14,22         | 57              | 1:19,36               | 52                    | 2:33,58               | +13,04                |
| 55     | 67     | Мартина Дубовска            | Чешка               | 1:14,62         | 60              | 1:19,95               | 55                    | 2:34,57               | +14,03                |
|        | 7      | Катрин Хелцл                | Немачка             | 1:09.41         | 20              | није стартовала       | није стартовала       | није стартовала       | није стартовала       |
|        | 4      | Марија Риш                  | Немачка             | 1:07,86         | 4               | није завршила         | није завршила         | није завршила         | није завршила         |
|        | 38     | Ребека Бихлер               | Лихтенштајн         | 1:12,03         | 40              | није завршила         | није завршила         | није завршила         | није завршила         |
|        | 47     | Ванеса Штедлер              | Лихтенштајн         | 1:12,47         | 43              | није завршила         | није завршила         | није завршила         | није завршила         |
|        | 69     | Ирис Гудмундсдотир          | Исланд              | 1:13,93         | 55              | није завршила         | није завршила         | није завршила         | није завршила         |
|        | 45     | Теа Палић                   | Хрватска            | 1:14,73         | 61              | није се квалификовала | није се квалификовала | није се квалификовала | није се квалификовала |
|        | 74     | Макарена Симари Биркнер     | Аргентина           | 1:15,18         | 62              | није се квалификовала | није се квалификовала | није се квалификовала | није се квалификовала |
|        | 72     | Лавинија Кристал            | Аустралија          | 1:15,35         | 63              | није се квалификовала | није се квалификовала | није се квалификовала | није се квалификовала |
|        | 81     | Лелде Гасуна                | Летонија            | 1:15,37         | 64              | није се квалификовала | није се квалификовала | није се квалификовала | није се квалификовала |
|        | 64     | Александра Клус             | Пољска              | 1:15,41         | 65              | није се квалификовала | није се квалификовала | није се квалификовала | није се квалификовала |
|        | 78     | Нино Циклаури               | Грузија             | 1:15,54         | 66              | није се квалификовала | није се квалификовала | није се квалификовала | није се квалификовала |
|        | 66     | Сара Џарвис                 | Нови Зеланд         | 1:15,94         | 67              | није се квалификовала | није се квалификовала | није се квалификовала | није се квалификовала |
|        | 61     | Ана Берец                   | Мађарска            | 1:15,95         | 68              | није се квалификовала | није се квалификовала | није се квалификовала | није се квалификовала |
|        | 83     | Сандра-Елена Нареа          | Румунија            | 1:16,67         | 69              | није се квалификовала | није се квалификовала | није се квалификовала | није се квалификовала |
|        | 85     | Јулија Петрута Крачун       | Румунија            | 1:16,80         | 70              | није се квалификовала | није се квалификовала | није се квалификовала | није се квалификовала |
|        | 82     | Изабел ван Бојндер          | Белгија             | 1:17,06         | 71              | није се квалификовала | није се квалификовала | није се квалификовала | није се квалификовала |
|        | 97     | Лиене Фимабауере            | Летонија            | 1:17,83         | 72              | није се квалификовала | није се квалификовала | није се квалификовала | није се квалификовала |
|        | 86     | Кристина Кроне              | Порторико           | 1:17,93         | 73              | није се квалификовала | није се квалификовала | није се квалификовала | није се квалификовала |
|        | 88     | Никол Валкареги             | Грчка               | 1:18,19         | 74              | није се квалификовала | није се квалификовала | није се квалификовала | није се квалификовала |
|        | 100    | Софи Фјелвинг-Селинг        | Данска              | 1:18,37         | 75              | није се квалификовала | није се квалификовала | није се квалификовала | није се квалификовала |
|        | 95     | Орнела Ерл Рејес            | Перу                | 1:18,61         | 76              | није се квалификовала | није се квалификовала | није се квалификовала | није се квалификовала |
|        | 73     | Сја Лина                    | Кина                | 1:19,12         | 77              | није се квалификовала | није се квалификовала | није се квалификовала | није се квалификовала |
|        | 94     | Ксенија Григорјева          | Узбекистан          | 1:19,16         | 78              | није се квалификовала | није се квалификовала | није се квалификовала | није се квалификовала |
|        | 87     | Тугба Дасдемир              | Турска              | 1:21,50         | 79              | није се квалификовала | није се квалификовала | није се квалификовала | није се квалификовала |
|        | 92     | Малене Мадсен               | Данска              | 1:22,25         | 80              | није се квалификовала | није се квалификовала | није се квалификовала | није се квалификовала |
|        | 84     | Љу Јанг                     | Кина                | 1:22,80         | 81              | није се квалификовала | није се квалификовала | није се квалификовала | није се квалификовала |
|        | 91     | Јом Хиршфелд                | Израел              | 1:22,87         | 82              | није се квалификовала | није се квалификовала | није се квалификовала | није се квалификовала |
|        | 75     | Саломе Банкора              | Аргентина           | 1:23,08         | 83              | није се квалификовала | није се квалификовала | није се квалификовала | није се квалификовала |
|        | 93     | Рони Кијек-Гедалијаху       | Израел              | 1:23,38         | 84              | није се квалификовала | није се квалификовала | није се квалификовала | није се квалификовала |
|        | 96     | Кјара Марано                | Бразил              | 1:24,16         | 85              | није се квалификовала | није се квалификовала | није се квалификовала | није се квалификовала |
|        | 113    | Ане Либак Нилсен            | Данска              | 1:25,08         | 86              | није се квалификовала | није се квалификовала | није се квалификовала | није се квалификовала |
|        | 105    | Доната Хелнер               | Мађарска            | 1:26,97         | 87              | није се квалификовала | није се квалификовала | није се квалификовала | није се квалификовала |
|        | 102    | Љу Ју                       | Кина                | 1:27,03         | 88              | није се квалификовала | није се квалификовала | није се квалификовала | није се квалификовала |
|        | 109    | Лида Звозникова             | Киргистан           | 1:27,17         | 89              | није се квалификовала | није се квалификовала | није се квалификовала | није се квалификовала |
|        | 103    | Селина Хелнер               | Мађарска            | 1:27,27         | 90              | није се квалификовала | није се квалификовала | није се квалификовала | није се квалификовала |
|        | 114    | Ирина Волкова               | Киргистан           | 1:29,73         | 91              | није се квалификовала | није се квалификовала | није се квалификовала | није се квалификовала |
|        | 106    | Светлана Баранова           | Узбекистан          | 1:30,62         | 92              | није се квалификовала | није се квалификовала | није се квалификовала | није се квалификовала |
|        | 108    | Татјана Баранова            | Узбекистан          | 1:31,81         | 93              | није се квалификовала | није се квалификовала | није се квалификовала | није се квалификовала |
|        | 110    | Фатеме Кијадарбандсари      | Иран                | 1:32,16         | 94              | није се квалификовала | није се квалификовала | није се квалификовала | није се квалификовала |
|        | 107    | Зиба Калхор                 | Иран                | 1:32,64         | 95              | није се квалификовала | није се квалификовала | није се квалификовала | није се квалификовала |
|        | 104    | Параскеви Мавриду           | Грчка               | 1:32,83         | 96              | није се квалификовала | није се квалификовала | није се квалификовала | није се квалификовала |
|        | 99     | Марјан Калхор               | Иран                | 1:34,94         | 97              | није се квалификовала | није се квалификовала | није се квалификовала | није се квалификовала |
|        | 112    | Митра Калхор                | Иран                | 1:37,93         | 98              | није се квалификовала | није се квалификовала | није се квалификовала | није се квалификовала |
|        | 115    | Лаура Бауер                 | Јужна Африка        | 1:42,19         | 99              | није се квалификовала | није се квалификовала | није се квалификовала | није се квалификовала |
|        | 111    | Сара Екмекеџијан            | Либан               | 1:42,22         | 100             | није се квалификовала | није се квалификовала | није се квалификовала | није се квалификовала |
|        | 18     | Фабјен Сутер                | Швајцарска          | није стартовала | није стартовала | није стартовала       | није стартовала       | није стартовала       | није стартовала       |
|        | 98     | Маја Клепић                 | Босна и Херцеговина | није завршила   | није завршила   | није завршила         | није завршила         | није завршила         | није завршила         |
|        | 33     | Агњешка Гонсјењица-Данијел  | Пољска              | није завршила   | није завршила   | није завршила         | није завршила         | није завршила         | није завршила         |
|        | 53     | Каролина Храпек             | Пољска              | није завршила   | није завршила   | није завршила         | није завршила         | није завршила         | није завршила         |
|        | 54     | Миреја Гутијерез            | Андора              | није завршила   | није завршила   | није завршила         | није завршила         | није завршила         | није завршила         |
|        | 57     | Бритни Фелан                | Канада              | није завршила   | није завршила   | није завршила         | није завршила         | није завршила         | није завршила         |
|        | 60     | Тереза Кмохова              | Чешка               | није завршила   | није завршила   | није завршила         | није завршила         | није завршила         | није завршила         |
|        | 63     | Мишел ван Херверден         | Холандија           | није завршила   | није завршила   | није завршила         | није завршила         | није завршила         | није завршила         |
|        | 70     | Маја Харисон                | Бразил              | није завршила   | није завршила   | није завршила         | није завршила         | није завршила         | није завршила         |
|        | 71     | Елизабет Пилат              | Аустралија          | није завршила   | није завршила   | није завршила         | није завршила         | није завршила         | није завршила         |
|        | 76     | Катрин Кристјандотир        | Исланд              | није завршила   | није завршила   | није завршила         | није завршила         | није завршила         | није завршила         |
|        | 79     | Хулијета Кирога             | Аргентина           | није завршила   | није завршила   | није завршила         | није завршила         | није завршила         | није завршила         |
|        | 89     | Евија Бенхена               | Летонија            | није завршила   | није завршила   | није завршила         | није завршила         | није завршила         | није завршила         |
|        | 90     | Ћин Сје                     | Кина                | није завршила   | није завршила   | није завршила         | није завршила         | није завршила         | није завршила         |
|        | 101    | Софија Рали                 | Грчка               | није завршила   | није завршила   | није завршила         | није завршила         | није завршила         | није завршила         |
|        | 116    | Сирануш Магакјан            | Јерменија           | није завршила   | није завршила   | није завршила         | није завршила         | није завршила         | није завршила         |